# Uravakonda
Uravakonda è una suddivisione dell'India, classificata come census town, di 31.865 abitanti, situata nel distretto di Anantapur, nello stato federato dell'Andhra Pradesh. In base al numero di abitanti la città rientra nella classe III (da 20.000 a 49.999 persone).

## Geografia fisica
La città è situata a 14° 56' 60 N e 77° 16' 0 E e ha un'altitudine di 458 m s.l.m..

## Società

### Evoluzione demografica
Al censimento del 2001 la popolazione di Uravakonda assommava a 31.865 persone, delle quali 16.395 maschi e 15.470 femmine. I bambini di età inferiore o uguale ai sei anni assommavano a 3.693, dei quali 1.907 maschi e 1.786 femmine. Infine, coloro che erano in grado di saper almeno leggere e scrivere erano 19.355, dei quali 11.621 maschi e 7.734 femmine.